# Toại Xuyên
Toại Xuyên (giản thể: 遂川县; phồn thể: 遂川縣; bính âm: Suíchuān Xiàn) là một huyện thuộc địa cấp thị Cát An, tỉnh Giang Tây, Trung Quốc. Đây là một trong những nơi sản xuất kim quất (quả quất vàng) lớn nhất tại Trung Quốc.

## Hành chính
Toại Xuyên được chia ra làm 23 đơn vị hành chính cấp hương, gồm 12 trấn và 11 hương. Ngoài ra huyện này còn quản lí 3 đơn vị tương đương cấp hương khác
- Trấn: Tuyền Giang (泉江镇), Vu Điền (雩田镇), Bích Châu (碧洲镇), Thảo Lâm (草林镇), Đồi Tử Tiền (堆子前镇), Tả An (左安镇), Cao Bình (高坪镇), Đại Phần (大汾镇), Nha Tiền (衙前镇), Hòa Nguyên (禾源镇), Thang Hồ (汤湖镇), Mai Giang (枚江镇)
- Hương: Châu Điền (珠田乡), Cân Thạch (巾石乡), Đại Khanh (大坑乡), Song Kiều (双桥乡), Tân Giang (新江乡), Ngũ Đầu Giang (五斗江乡), Tây Khê (西溪乡), Nam Giang (南江乡), Hoàng Khanh (黄坑乡), Đái Gia Phố (戴家埔乡), Doanh Bàn Vu (营盘圩乡)

Đơn vị ngang cấp hương khác
- Khu công nghiệp huyện Toại Xuyên (遂川县工业园区)
- Lâm trường: Ngũ Chỉ Phong (五指峰林场), Vân Lĩnh (云岭林场)